# Rudolf Franta
Rudolf Franta (* 1913; † 1989) war ein deutscher Verwaltungsjurist und Ministerialbeamter.

## Werdegang
Franta legte 1938 an der Juristischen Fakultät der Universität München seine Promotionsschrift vor. Von 1939 bis 1941 war er Gerichtsassessor im Oberlandesgerichtsbezirk München, ab 1941 Landgerichtsrat beim Landgericht München I.
Nach Gründung der Bundesrepublik war er von 1951 bis 1975 Beamter im Bundesministerium der Justiz, zuletzt im Rang eines Ministerialdirigenten. Dort war er von 1951 bis 1953 Hilfsreferent im Referat III 1 (Handelsrecht, Gesellschafts- und Bilanzrecht, Genossenschaftsrecht, Entflechtungsvorschriften), von 1954 bis 1963 Leiter des Referates III 2 mit Zuständigkeit für verschiedene Sachgebiete des Handelsrechts, insbesondere Einzelkaufleute und Personengesellschaften, Handelsgeschäfte, Frachtrecht, handelsrechtliche Nebengesetze sowie damit zusammenhängende internationale Fragen, von 1963 bis 1966 Leiter des Referates III A 1 b mit Zuständigkeit für das Recht der Kapitalgesellschaften und bergrechtlichen Gewerkschaften, Recht der Handelsbücher, Recht des Handelskaufs bzw. der Handelsgeschäfte, Seehandelsrecht, Binnenschifffahrtsprivatrecht und internationale Fragen, von 1965 bis 1969 Leiter des Referates III A 1 (Reform des Rechts der Gesellschaften mit beschränkter Haftung, Harmonisierung des europäischen Gesellschaftsrechts) und von 1969 bis 1975 Leiter der Unterabteilung III A.

## Ehrungen
- 1976: Großes Verdienstkreuz der Bundesrepublik Deutschland